# Musotima fuscidiscalis
Musotima fuscidiscalis là một loài bướm đêm trong họ Crambidae.